# Aysha triunfo
Aysha triunfo là một loài nhện trong họ Anyphaenidae.
Loài này thuộc chi Aysha. Aysha triunfo được Antonio D. Brescovit miêu tả năm 1992.